# Jackie Butler
Jackie Butler (nacido el 10 de marzo de 1985 en McComb, Misisipi) es un jugador de baloncesto profesional que jugó en la NBA.

## Carrera
Butler fue al Instituto McComb antes de asistir a la Universidad de Misisipi. Más tarde se enroló en el Instituto Laurinburg, y de manera posterior en la Coastal Christian Academy. No fue elegido en el Draft de la NBA de 2004 y fue cortado por Minnesota Timberwolves en los training camps. 
Butler jugó en la temporada 2004-05 en New York Knicks, aunque bastante poco tiempo. Anotó diez puntos en tres partidos, con 100% en los pocos tiros de campo que intentó y tiros libres. Terminó la temporada en la CBA, en el equipo Great Lakes Storm, donde en 40 partidos promedio 18.1 puntos por partido, 10.7 rebotes y 1.45 tapones. Más tarde fue seleccionado en el Draft de la AAPBL en 2005. Sin embargo, la liga se disolvió poco después.
En su segunda temporada en los Knicks, jugó 55 encuentros y promedió 5.3 puntos (54.4% en tiros de campo) y 3.3 rebotes en 13.5 minutos de media. En julio de 2006 firmó con San Antonio Spurs por 3 años a razón de 7 millones de dólares.
En julio de 2007, los San Antonio Spurs lo traspasaron (enlace roto disponible en Internet Archive; véase el historial, la primera versión y la última). junto con los derechos de Luis Scola a Houston Rockets por Vasileios Spanoulis una segunda ronda del draft  2009 y dinero. Ese mismo año jugó en el equipo de Houston en las summers league, siendo cortado en la pretemporada de octubre del 2007.